# Christine Lagarde

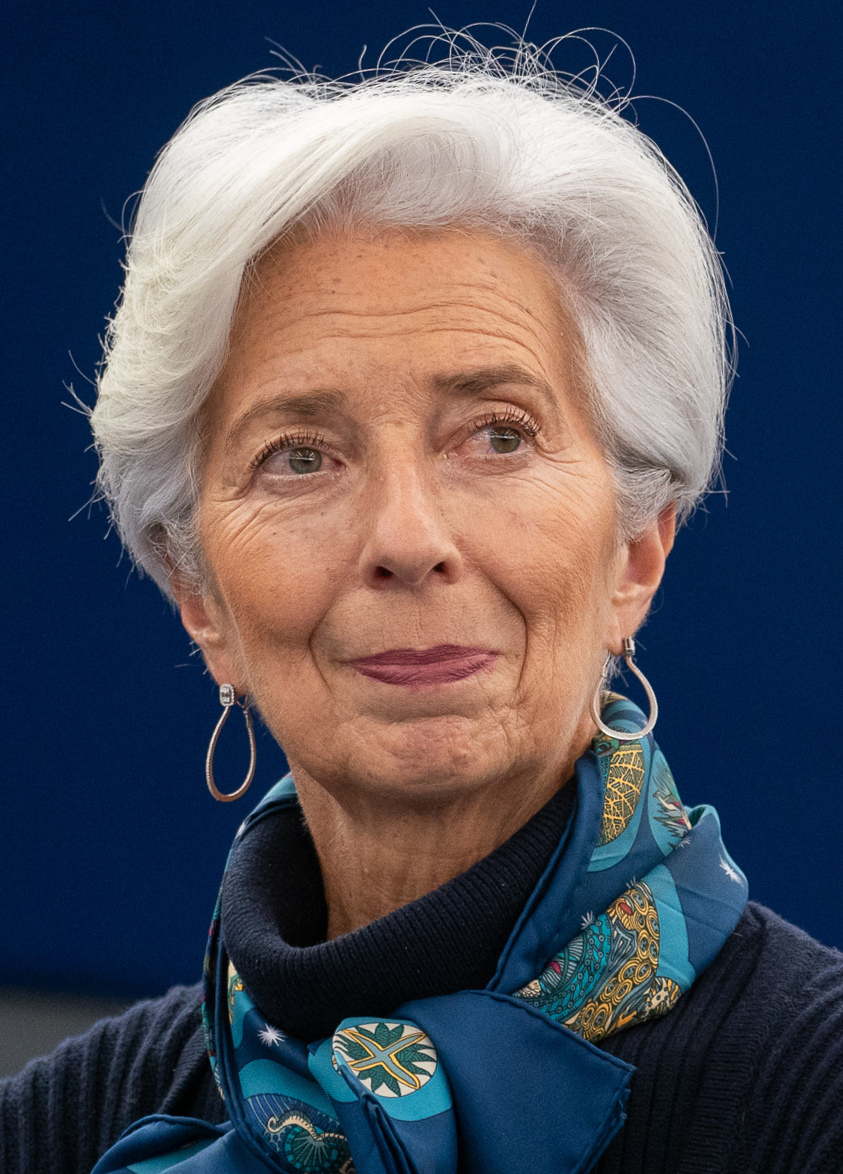
Christine Lagarde (2020)

Christine Madeleine Odette Lagarde (* 1. Januar 1956 in Paris als Christine Madeleine Odette Lallouette) ist eine französische Politikerin (LR) und Juristin. Seit dem 1. November 2019 ist sie die Präsidentin der Europäischen Zentralbank (EZB) und die erste Frau, die dieses Amt ausübt.
Lagarde ist Kartell- und Arbeitsanwältin. Sie war von 1999 bis 2004 die erste weibliche Vorsitzende der großen internationalen Anwaltskanzlei Baker McKenzie. Danach hatte sie verschiedene hochrangige Ministerposten in der französischen Regierung inne: Sie war Handelsministerin (2005–2007), Ministerin für Landwirtschaft und Fischerei (2007) und Ministerin für Wirtschaft, Finanzen und Industrie (2007–2011). 2009 wurde sie für ihr Management während der Weltfinanzkrise von der Financial Times zum besten Finanzminister der Eurozone gewählt. Von 2011 bis 2019 war Lagarde die geschäftsführende Direktorin des Internationalen Währungsfonds (IWF).
Im Jahr 2019 und erneut in den Jahren 2020 und 2022 rangierte sie auf Platz zwei der Forbes-Liste der 100 mächtigsten Frauen der Welt. Lagarde war die erste Frau, die Finanzministerin eines G8-Staats wurde, und ist die erste Frau, die jeweils die EZB und den IWF leitete.

## Leben

### Kindheit und Ausbildung
Christine Lagarde (geb. Lallouette) wurde 1956 als erstes von vier Kindern von Robert Lallouette († 1973) und dessen Frau Nicole (geb. Carre) in Paris geboren. Zusammen mit ihren drei Geschwistern Luc, Rémy und Olivier wuchs sie in Le Havre in der Normandie auf. Ihr Vater war Dozent für Literatur an der Universität Rouen, ihre Mutter Lateinlehrerin. In ihrer Jugend gehörte sie der französischen Nationalmannschaft der Synchronschwimmer an; sie gewann eine Bronzemedaille bei den französischen Meisterschaften.
Kurze Zeit nach dem Abitur am Lycée Claude Monet in Le Havre und dem Tod ihres Vaters ging Lagarde 1974 mit einem AFS-Stipendium an die Holton-Arms School, eine Mädchenschule in Bethesda, Maryland. In dieser Zeit hospitierte sie im US-Parlament im Büro von William Cohen.
Nach der Rückkehr nach Frankreich absolvierte sie ein Studium in Sozialrecht am Institut d’études politiques d’Aix-en-Provence und schloss mit einem DESS ab (anwendungsorientierter Masterabschluss). Zur Vorbereitung auf das Studium an der École nationale d’administration (ENA) besuchte sie anschließend das Institut d’études politiques de Paris (auch bekannt als Sciences Po) und die Université Paris X-Nanterre. Die Aufnahmeprüfung für die ENA bestand sie nicht. Schließlich machte sie einen MA in Englisch, einen Master of Business Law (LL.M.) und ein Diplom in Arbeitsrecht an der Universität Paris X-Nanterre.

### Arbeit als Rechtsanwältin und Wechsel in die Politik

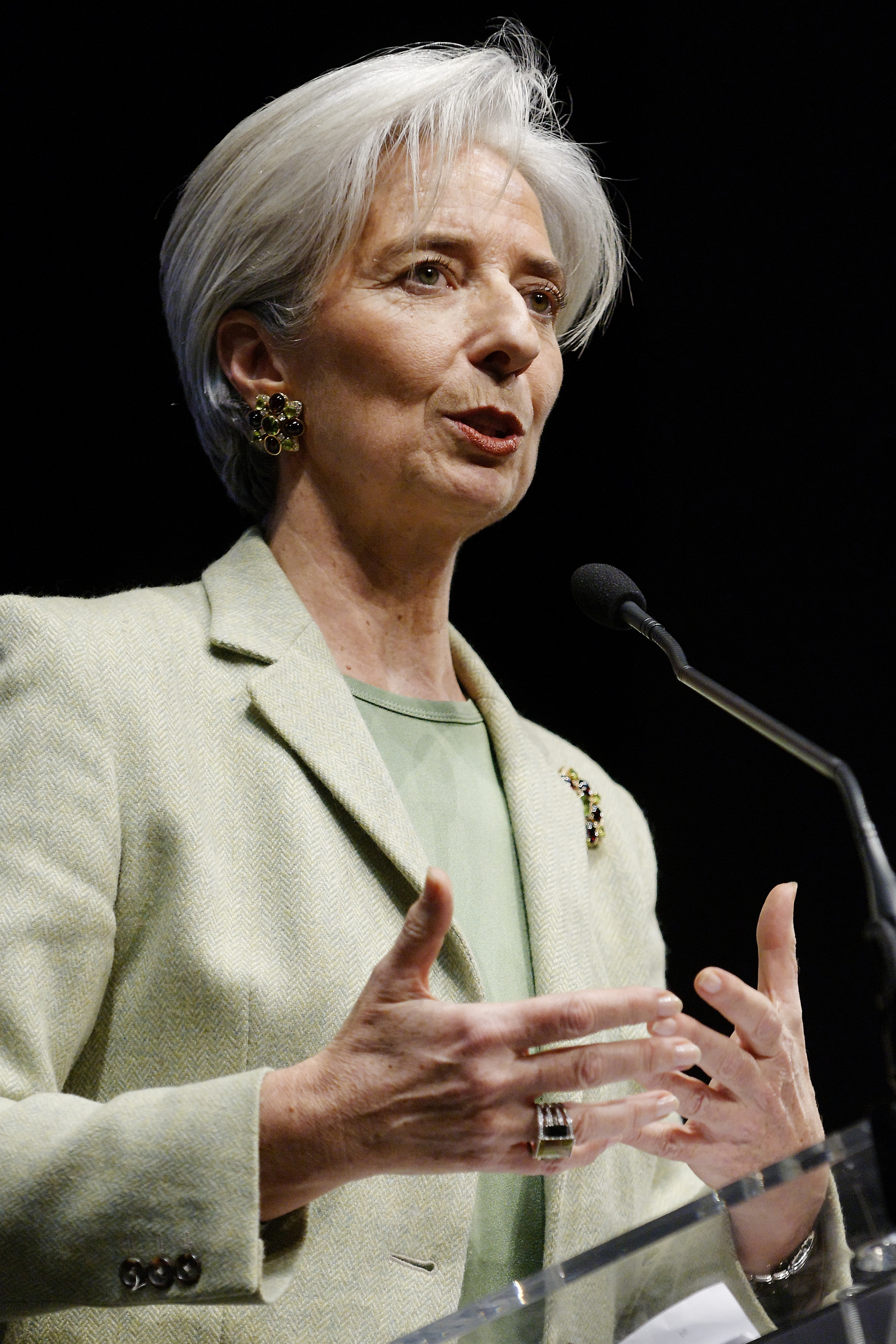
Christine Lagarde bei einem Treffen der UMP (2010)

Nach ihrem Studium trat Lagarde 1981 als Rechtsanwältin in das Pariser Büro der US-Kanzlei Baker & McKenzie ein. Von 1999 bis 2004 war sie Präsidentin der Geschäftsführung und ab 2004 Vorsitzende des Global Strategy Committee von Baker & McKenzie in Chicago (USA), einer der größten internationalen Wirtschaftskanzleien mit seinerzeit rund 3.400 Anwälten in 70 Ländern und etwa einer Milliarde US-Dollar Jahresumsatz.  Von 1995 bis 2002 war sie außerdem Mitglied der Denkfabrik Center for Strategic and International Studies (CSIS), wo sie gemeinsam mit Zbigniew Brzeziński das Aktionskomitee USA-EU-Polen anführte und sich speziell in der Arbeitsgruppe „Rüstungsindustrie USA-Polen“ (1995–2002) engagierte, die Fragen im Zusammenhang mit der Liberalisierung des Handels mit Polen behandelte. Im Jahr 2003 war sie auch Mitglied der Euro-Atlantic Action Commission in Washington.
Von Juni 2005 bis Mai 2007 war Lagarde beigeordnete Ministerin für Außenhandel in der Regierung de Villepin. Vom 18. Mai bis zum 19. Juni 2007 war sie Ministerin für Landwirtschaft und Fischerei im Kabinett Fillon II. Nach einer Regierungsumbildung am 19. Juni 2007 war sie bis zum 29. Juni 2011 Ministerin für Wirtschaft und Finanzen. Am 31. März 2010 nahm sie an einer Sitzung des Bundeskabinetts in Berlin teil. Es war das erste Mal in der Geschichte der Bundesrepublik, dass ein ausländischer Gast an einer solchen Kabinettssitzung teilnahm. Ihr Nachfolger als Finanzminister war François Baroin. 

### Verurteilung
Lagarde hat sich im Jahr 2008 als Wirtschaftsministerin in einem Schiedsgerichtsverfahren vorschnell auf einen Vergleich mit dem französischen Geschäftsmann Bernard Tapie eingelassen. Dabei ging es um eine umstrittene Entschädigungszahlung in Höhe von 403 Millionen Euro an den früheren Adidas-Besitzer, die ein privates Schiedsgericht ihm 2008 zugesprochen hatte. Tapie erhielt die Summe im Zusammenhang mit dem Verkauf von Adidas-Aktien. Offiziell sprach das Gericht ihm das Geld zu, weil er bei dem Verkauf in den 1990er Jahren an Crédit Lyonnais offenbar zu wenig bekommen hatte. Lagarde akzeptierte nach eigenen Angaben den Schiedsgerichtsspruch, um einen weiteren Rechtsstreit zwischen Tapie und der staatlichen Bank Crédit Lyonnais zu verhindern, wie er den Steuerzahler zuvor jährlich mehrere Millionen gekostet hatte. Auf Antrag der Staatsanwaltschaft ließ der Gerichtshof der Republik 2011 ein Ermittlungsverfahren wegen Amtsmissbrauchs gegen Lagarde zu.
Zwei Wochen darauf eröffnete die französische Justiz formell ein Ermittlungsverfahren, in dessen Folge im März 2013 auch eine ihrer Wohnungen in Paris durchsucht wurde. Im Mai 2013 wurde sie zwei Tage von einem Gericht vernommen. 2014 wurde ein Anklageverfahren gegen sie eingeleitet, 2016 wies das Kassationsgericht ihren Einspruch ab. Sie musste sich danach vor dem Gerichtshof der Republik verantworten. Im Dezember 2016 wurde Lagarde durch das Gericht des fahrlässigen Umgangs mit öffentlichen Geldern schuldig gesprochen. Verteidigung und Staatsanwaltschaft hatten sich zuvor für einen Freispruch ausgesprochen. Eine Strafe verhängte das Gericht allerdings nicht.
Die französische Zeitung Le Monde veröffentlichte am 6. Juni 2013 einen Brief von Lagarde an Nicolas Sarkozy, welcher bei einer Hausdurchsuchung im Zuge der Ermittlungen gefunden wurde. Im undatierten Schreiben bat Lagarde Sarkozy in einem als unterwürfig empfundenen Tonfall um seine Unterstützung und versicherte ihm ihre Loyalität. Sie schrieb unter anderem: "Benutze mich so lange, wie es dir passt und wie es deiner Aktion und deinem Casting entspricht. Wenn du mich brauchst, benötige ich deine Führung und Unterstützung: ohne Führung wäre ich ineffizient, ohne Unterstützung wäre ich nicht sehr glaubwürdig. Mit meiner immensen Bewunderung, Christine L.".

### Direktorin des IWF

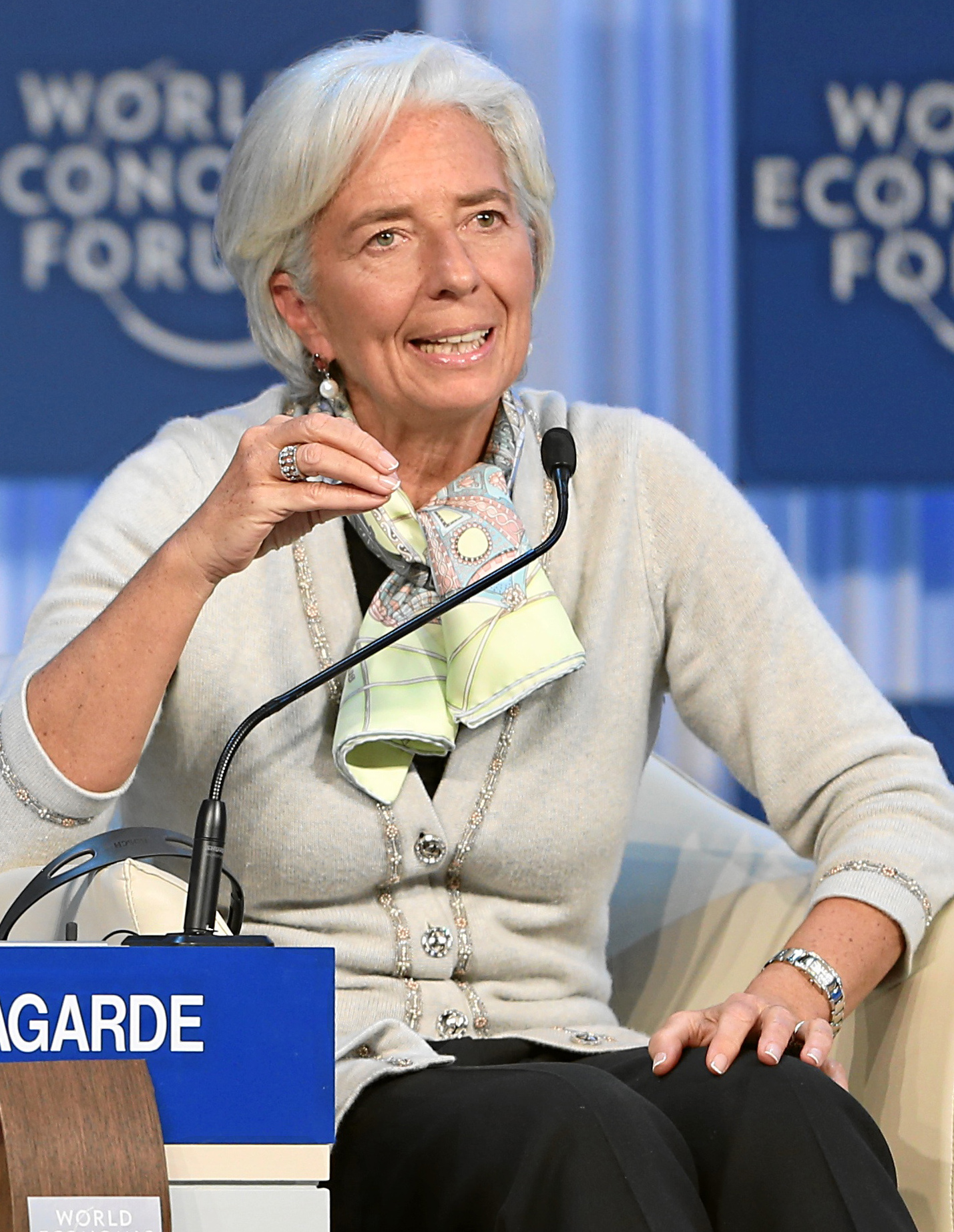
Lagarde während des Weltwirtschaftsforums 2013

Am 5. Juli 2011 ersetzte Lagarde Dominique Strauss-Kahn als Geschäftsführerin des IWF für eine Amtszeit von fünf Jahren. Ihre Ernennung war die 11. Ernennung eines Europäers zur Leitung des IWF in Folge. Sie wurde einvernehmlich für eine zweite Amtszeit von fünf Jahren ab dem 5. Juli 2016 wiedergewählt und war die einzige Kandidatin, die für die Stelle nominiert wurde. Sie war bis 12. September 2019 geschäftsführende Direktorin des IWF.
Als Chefin des IWF bekam sie ein Jahresgehalt von 467.940 Dollar plus eine pauschale Aufwandsentschädigung in Höhe von 83.760 Dollar.

### Präsidentin der EZB
2019 wurde Lagarde als Nachfolgerin von Mario Draghi die neue Präsidentin der Europäischen Zentralbank (EZB) und setzte die von ihren Vorgängern Jean-Claude Trichet und Draghi begonnene dauerhafte Niedrigzinspolitik der EZB fort.
Mit der Berufung von Lagarde wurden Stimmen laut, die forderten, dass die Präsidentin oder der Präsident der EZB Ökonomen und im idealen Falle mit Notenbankerfahrung sein sollten. Lagarde ist die erste Juristin in diesem Amt, ihre Vorgänger waren Ökonomen und Finanzexperten. Anders als die bisherigen Präsidenten stand Lagarde zudem nie einer nationalen Zentralbank vor. Laut dem Wirtschaftsweisen und Professor für Monetäre Ökonomie Volker Wieland müssten „unbedingt wieder vermehrt Ökonominnen und Ökonomen mit einem wissenschaftlichen Hintergrund und Notenbankerfahrung berufen werden“.

### Privat
Christine Lagarde war von 1982 bis zur Scheidung 1992 mit dem Finanzanalysten Wilfried Lagarde verheiratet. Sie haben gemeinsam zwei Söhne, die 1986 bzw. 1988 geboren worden sind. Seit 2006 ist der Unternehmer Xavier Giocanti aus Marseille ihr Lebensgefährte.

## Lagarde-Liste
Die Lagarde-Liste (griechisch λίστα Λαγκάρντ) führt die Namen mutmaßlicher griechischer Steuerflüchtlinge auf und löste in Griechenland mehrere politische Skandale aus. Die Liste enthält Kontodaten von über 2.000 griechischen Kunden des Schweizer Ablegers der britischen Privatbank HSBC in Genf. Die Daten wurden von Hervé Falciani den Behörden übergeben. Einen Datenträger mit den Aufzeichnungen händigte die damalige französische Finanzministerin Christine Lagarde 2010 ihrem griechischen Kollegen Giorgos Papakonstantinou aus.

## Auszeichnungen
Lagarde wurde vom Forbes Magazin 2019 als die zweitmächtigste Frau der Welt, nach Angela Merkel, eingestuft und von der Financial Times als beste Finanzministerin des Euro-Währungsgebiets 2009 geehrt. 2000 wurde sie zum Ritter (chevalier) und 2012 zum Offizier der französischen Ehrenlegion ernannt.